# Philippe Brongniart
Pour les articles homonymes, voir Brongniart.
Philippe Brongniart (né le 22 janvier 1939 dans le 15e arrondissement de Paris) est un haut fonctionnaire français ayant travaillé dans le domaine de l'aménagement du territoire et de l'urbanisme.

## Biographie
Ancien élève de l'Institut d'études politiques de Paris et de l'École nationale d'administration, diplômé d'études supérieures de droit public, il a été chargé de mission à la DATAR (1969-1974), chargé des politiques urbaines (réseau des métropoles d'équilibre) ainsi que du suivi des grandes opérations d'aménagement (création des villes nouvelles et de la zone économique de Fos-sur-Mer). Il a été collaborateur du Premier ministre (1976-1978) pour les questions d'équipement, d'environnement et d'aménagement du territoire puis directeur de la Flotte de commerce au ministère des Transports (1978-1983).
À partir de 1983, il occupe plusieurs fonctions au sein du groupe Lyonnaise des eaux puis du groupe Suez dont il a été directeur général. Il est aujourd'hui membre du directoire de la Fondation pour l'innovation politique.
Enfin, Philippe Brongniart a été Délégué Général de la Fondation Chirac pour l'accès à l'eau et à l'assainissement.

## Publications
- 1971 : La Région en France, Armand Colin, coll. « U2 » (no 151), série « Politique », 128 p.
- 2007 : L'État providence face à la mutation des risques sociaux, avec Arnaud Mercier et Anna Stellinger, préf. François Ewald, Fondation pour l'innovation politique, 58 p.  (ISBN 978-2-9529612-3-3)